# Шах-султанија (ћерка Мехмета III)
Шах-султанија (тур. Şah Sultan; 1590, Маниса) је била ћерка Мехмеда III и султаније Хандан. 

## Биографија
Утврђено је да је Шах-султанија била удата за трећег везира Мустафа-пашу (умро 1610), што доказује документ који је Ахмед I написао 1617, где тражи судијама да се имовина покојног супруга њенове сестре Шах пренесе на њено име и име њеног сина из овог брака.
Познато је да се ова султанија након смрти Мустафа-паше преудала у фебруару 1612. године за Џигализаде Махуд-бега (ум. 1643), унука Хумашах Ајше-султаније. Из извештаја аустријских амбасадора из 1615. године сазнајемо да је Шах-султанија била рођена сестра султана Ахмеда, и да је њен муж његов омиљени зет са којим проводи доста времена. Амбасадори истичу гласине да је Шах-султанија заједно са својим мужем учествовала у паду Насух-паше, јер је сазнала да је радио за персијског Шаха.
Како се Махмуд-бег поновно оженио у мају 1620. године, јасно је да је Шах-султанија преминула не пре 1618. године.